# Bag Raiders
Bag Raiders sind ein australisches Alternative-House-Duo, das 2006 von den DJs Chris Stracey und Jack Glass in Sydney gegründet wurde.

## Geschichte
Die Mitglieder absolvierten beide eine klassische Ausbildung. Jack Glass und Chris Stracey trafen sich im Übungsraum des Cranbrook School Orchesters. Glass spielte Klavier und Cello und Stracey spielt Violine, Gitarre und Klarinette. Im Jahr 2005 traf sich das Duo wieder und begann Hip-Hop und die Musik der 1970er Rock-Musik zu mixen. Zu ihren musikalischen Inspirationen gehören Earth, Wind & Fire, The Brothers Johnson, 808 State und Orbital. Als Alternative-Dance-Act gründeten sich die Bag Raiders im Jahr 2006.
Die am 1. Oktober 2010 veröffentlichte Single Way Back Home aus ihrem selbstbetitelten Debütalbum Bag Raiders wurde in einer Vodafone-Werbung verwendet, wodurch der Song an Bekanntheit gewann und bis in die Top 20 der iTunes-Charts stieg. Am 3. Juni 2011 stieg die Single auf Platz 38 der deutschen Charts ein, und konnte eine Woche später die Top 20 erreichen. Auch in Österreich stieg das Lied in die obere Charthälfte ein. Das dazugehörige Studioalbum erreichte ebenfalls eine Chartplatzierung in Deutschland sowie ihrer Heimat.
Im Februar 2017 feierte der Erfolg der Band eine Art Comeback. Dies erfolgte durch das bereits 2009 veröffentlichte Lied Shooting Stars, das als Hintergrundmelodie sogenannter Memes verwendet wurde. Hierbei sind Personen oder Tiere zu sehen, die durch Stolpern oder ähnliches Fallen inmitten eines surrealen Hintergrundes, der nachträglich eingefügt wurde, „durch Raum und Zeit“ fliegen. Begleitet werden diese Darstellungen durch die ersten gesangsfreien Sekunden des Musikstückes.

## Diskografie

### Alben
- 2010: Bag Raiders (Modular Records)
- 2019: Horizons (Modular Records)

### EPs
- 2007: The Bag Raiders EP (Bang Gang 12 Inches)
- 2007: Fun Punch (Bang Gang 12 Inches)
- 2008: Turbo Love! (Bang Gang 12 Inches)
- 2009: Big Fun (Fool’s Gold Records)
- 2009: Turbo Love Remixes (Bang Gang 12 Inches)

### Singles
- 2009: Shooting Stars (UK: Silber, US: Platin)
- 2010: Way Back Home
- 2011: Sunlight (AU: Gold)
- 2011: Not Over

### Remixe
- Bag Raiders – Fun Punch (Bag Raiders Remix)
- Cut Copy – Far Away (Bag Raiders Remix)
- Galvatrons – When We Were Kids (Bag Raiders Remix)
- Headman – Catch Me If U Can (Bag Raiders Remix)
- Lost Valentinos – CCTV (Bag Raiders Vs Van She Tech Remix)
- Lost Valentinos – Kafka! (Bag Raiders What Y’All Kno’ Bout Seven Remix)
- Muscles – One Inch Badge Pin (Bag Raiders Remix)
- Kid Sister – Pro Nails (Bag Raiders Remix)
- K.I.M. – B.T.T.T.T.R.Y. (Bag Raiders Remix)
- Midnight Juggernauts – Twenty Thousand Leagues (Bag Raiders Remix)
- Sneaky Sound System – I Love It (Bag Raiders Remix)
- Super Mal – Bigger Than Big (Bag Raiders Remix)
- ZZZ – Lion (Bag Raiders Remix)
- The Ting Tings – Silence (Bag Raiders Remix)
- Banks – Beggin for Thread (Bag Raiders Remix)

## Auszeichnungen für Musikverkäufe
| Goldene Schallplatte - Brasilien - 2024: für die Single Shooting Stars | Platin-Schallplatte - Neuseeland - 2020: für die Single Shooting Stars |

Anmerkung: Auszeichnungen in Ländern aus den Charttabellen bzw. Chartboxen sind in ebendiesen zu finden.
| Land/RegionAuszeichnungen für Musikverkäufe (Land/Region, Auszeichnungen, Verkäufe, Quellen) | Silber  | Gold     | Platin     | Verkäufe  | Quellen             |
| -------------------------------------------------------------------------------------------- | ------- | -------- | ---------- | --------- | ------------------- |
| Australien (ARIA)                                                                            | —       | Gold1    | 4× Platin4 | 315.000   | aria.com.au         |
| Brasilien (PMB)                                                                              | —       | Gold1    | —          | 30.000    | pro-musicabr.org.br |
| Deutschland (BVMI)                                                                           | —       | 2× Gold2 | —          | 300.000   | musikindustrie.de   |
| Neuseeland (RMNZ)                                                                            | —       | —        | Platin1    | 30.000    | radioscope.co.nz    |
| Vereinigte Staaten (RIAA)                                                                    | —       | —        | Platin1    | 1.000.000 | riaa.com            |
| Vereinigtes Königreich (BPI)                                                                 | Silber1 | —        | —          | 200.000   | bpi.co.uk           |
| Insgesamt                                                                                    | Silber1 | 4× Gold4 | 6× Platin6 |           |                     |